# مارتین لارنس
مارتین لارنس (به انگلیسی: Martin Lawrence) کمدین و بازیگر آمریکایی است. او در دهه ۱۹۹۰ به شهرت رسید و در هالیوود به عنوان یک هنرپیشه نقش‌آفرینی کرد. از جمله آثار برجستهٔ او سه‌گانهٔ پسران بد، مهمانی خانگی، بومرنگ، گرازهای وحشی، برق‌آسا، شوالیه سیاه، خانه مامان بزرگ هستند.

## اوایل زندگی
او چهارمین فرزند از شش فرزند، مارتین فیتزجرالد لارنس در ۱۶ آوریل ۱۹۶۵ در فرانکفورت، آلمان غربی به دنیا آمد. پدرش، جان لارنس، در زمان تولد در ارتش ایالات متحده خدمت می‌کرد. نام کوچک و میانی لارنس به ترتیب به نام رهبر حقوق مدنی مارتین لوتر کینگ جونیور و رئیس‌جمهور ایالات متحده جان اف کندی نامگذاری شد. هنگامی که لارنس هفت ساله بود، پدرش ارتش را ترک کرد و خانواده از آلمان غربی به ایالات متحده بازگشت و در لاندوور، مریلند در ناحیه واشینگتن دی سی مستقر شدند. پس از طلاق پدر و مادرش زمانی که او هشت ساله بود، لارنس به ندرت پدرش را که یک افسر پلیس بود می‌دید. مادر او، کلرا (با نام خانوادگی بیلی)، چندین شغل از جمله به عنوان نماینده فروش و صندوقدار در فروشگاه‌های بزرگ مختلف برای حمایت از خانواده خود کار می‌کرد.

## زندگی خصوصی
لارنس در سال ۱۹۹۳ با هنرپیشه لارک ورهیز نامزد کرد. او در سال ۱۹۹۵ با خانم ویرجینیا، پاتریشیا ساوتال، ازدواج کرد. لارنس و ساوتال دارای یک دختر به نام جاسمین پیج (متولد ۱۵ ژانویه ۱۹۹۶) هستند. آنها در سال ۱۹۹۷ طلاق گرفتند و لارنس با شامیکا گیبز رابطه برقرار کرد. این زوج در ۱۰ ژوئیه ۲۰۱۰ در خانه لورنس بورلی هیلز ازدواج کردند. بازیگران ادی مورفی و دنزل واشینگتن در میان ۱۲۰ مهمان عروسی بودند، لارنس و گیبس دو دختر دارند، آیانا فیث (متولد ۹ نوامبر ۲۰۰۰) و آمارا ترینیتی (متولد ۲۰ اوت ۲۰۰۲) در ۲۵ آوریل ۲۰۱۲، لارنس با استناد به اختلافات آشتی ناپذیر و درخواست حضانت حقوقی و فیزیکی مشترک از فرزندان، درخواست طلاق از گیبس را داد.
لارنس صاحب مزرعه‌ای در نزدیکی پورسلویل، ویرجینیا است. او چندین سال صاحب یک عمارت بزرگ در جامعه بورلی پارک در بورلی هیلز بود و در آنجا با گیبز ازدواج کرد. با این حال، پس از طلاق آنها، ملک برای اجاره به مبلغ ۲۰۰٫۰۰۰ دلار در ماه ژوئن ۲۰۱۲ در دسترس بود. در سال ۲۰۱۳، این ملک به قیمت ۲۶٫۵ میلیون دلار برای فروش قرار گرفت، و در نهایت او آن را به قیمت ۱۷٫۲ میلیون دلار به بروس ماکووسکی فروخت و ملکی در انسینو، لس آنجلس را به قیمت ۶٫۶۳ میلیون دلار خریداری کرد.

## فیلم‌شناسی

### سینما
| سال  | عنوان                                    | نقش                            | یادداشت |
| ---- | ---------------------------------------- | ------------------------------ | --- |
| ۱۹۸۹ | کار درست را بکن                          | سی                             | |
| ۱۹۹۰ | مهمانی خانگی                             | بلال                           | |
| ۱۹۹۱ | حرف‌های کثیف نیمه‌شب                       | تری ویلسون                     | |
| ۱۹۹۱ | مهمانی خانگی ۲                           | بلال                           | |
| ۱۹۹۲ | بومرنگ                                   | تایلر هاوکینز                  | |
| ۱۹۹۴ | تو خیلی دیوانه‌ای                         | مارتین                         | استندآپ فیلم تهیه‌کننده و نویسنده اجرایی |
| ۱۹۹۵ | پسران بد                                 | کارآگاه مارکوس برنت            | نامزد - جایزه سینمایی ام‌تی‌وی برای بهترین اجرای دو نفره روی صحنه (با ویل اسمیت) نامزد - جایزه فیلم ام‌تی‌وی برای بهترین سکانس اکشن |
| ۱۹۹۶ | خط باریکی بین عشق و نفرت                 | دارنل رایت                     | همچنین کارگردان راوی، تهیه‌کننده اجرایی، نویسنده و ناظر موسیقی |
| ۱۹۹۷ | چیزی برای از دست دادن نیست               | ترنس "تی پل" پل دیویدسون       | |
| ۱۹۹۹ | زندگی                                    | کلود بنکس                      | نامزد - جوایز سرگرمی پرفروش برای تیم کمدی مورد علاقه (با ادی مورفی) نامزد - جایزه تصویر NAACP برای حرکت برجسته تصویر |
| ۱۹۹۹ | برق‌آسا                                   | مایلز لوگان/کارآگاه مالون      | |
| ۲۰۰۰ | خانه مامان بزرگ                          | مالکوم ترنر/مامان بزرگ         | همچنین تهیه‌کننده اجرایی نامزد - جوایز سرگرمی بلاک‌باستر برای بازیگر مورد علاقه - کمدی نامزد - جوایز برگزیده نوجوانان برای انتخاب فیلم Wipeout نامزد - جایزه فیلم MTV برای بهترین اجرای کمدی نامزد - جواز برگزیده کودکان نیکلودین برای بازیگر فیلم مورد علاقه |
| ۲۰۰۱ | بدترین چیزی که می‌تواند اتفاق بیفتد چیست؟ | کوین کافری                     | همچنین تهیه‌کننده اجرایی |
| ۲۰۰۱ | شوالیه سیاه                              | جمال واکر/اسکای واکر           | همچنین تهیه‌کننده اجرایی |
| ۲۰۰۲ | مارتین لارنس زنده: رانتلدات              | مارتین                         | استندآپ فیلم همچنین تهیه‌کننده و نویسنده اجرایی |
| ۲۰۰۳ | امنیت ملی                                | ارل مونتگومری                  | همچنین تهیه‌کننده اجرایی |
| ۲۰۰۳ | پسران بد ۲                               | کارآگاه مارکوس برنت            | نامزد شده - جایزه سینمایی ام‌تی‌وی برای بهترین اجرای دو نفره روی صحنه (shared with ویل اسمیت) |
| ۲۰۰۵ | ریباند                                   | مربی روی مک کورمیک/ پریچر دان  | همچنین تهیه‌کننده اجرایی |
| ۲۰۰۶ | خانه مامان بزرگ ۲                        | مالکوم ترنر/مامان بزرگ         | همچنین تهیه‌کننده اجرایی |
| ۲۰۰۶ | فصل شکار                                 | بوگ                            | فقط صدا |
| ۲۰۰۷ | گرازهای وحشی                             | بابی دیویس                     | |
| ۲۰۰۸ | به خانه خوش آمدی روسکو جنکینز            | RJ Stevens/Roscoe Jenkins, Jr. | |
| ۲۰۰۸ | سفر جاده‌ایی دانشگاه                      | رئیس جیمز پورتر                | |
| ۲۰۰۸ | تندر استوایی                             | یارو                           | کمئو |
| ۲۰۱۰ | مرگ در مراسم خاکسپاری                    | رایان بارنز                    | |
| ۲۰۱۱ | مامان بزرگ: پسر کو ندارد نشان از پدر     | مالکوم ترنر/مامان بزرگ         | |
| ۲۰۱۶ | مارتین لارنس: زمان انجام                 | مارتین                         | استندآپ فیلم همچنین نویسنده |
| ۲۰۱۹ | بطری ساحلی                               | کاپیتان واک                    | |
| ۲۰۲۰ | پسران بد تا ابد                          | کارآگاه مارکوس برنت            | |
| ۲۰۲۲ | قفس ذهن                                  | جیک دویل                       | |